# La Norville
Pour l’article homonyme, voir Norville.
La Norville (prononcé [la noʁvil] ) est une commune française située à trente-deux kilomètres au sud-ouest de Paris dans le département de l'Essonne en région Île-de-France.
Ses habitants sont appelés Norvillois.

## Géographie

### Situation
| Type d’occupation           | Pourcentage | Superficie (en hectares) |
| --------------------------- | ----------- | ------------------------ |
| Espace urbain construit     | 34,4 %      | 156,94                   |
| Espace urbain non construit | 8,7 %       | 39,54                    |
| Espace rural                | 57,0 %      | 259,94                   |
| Source : Iaurif             |             |                          |

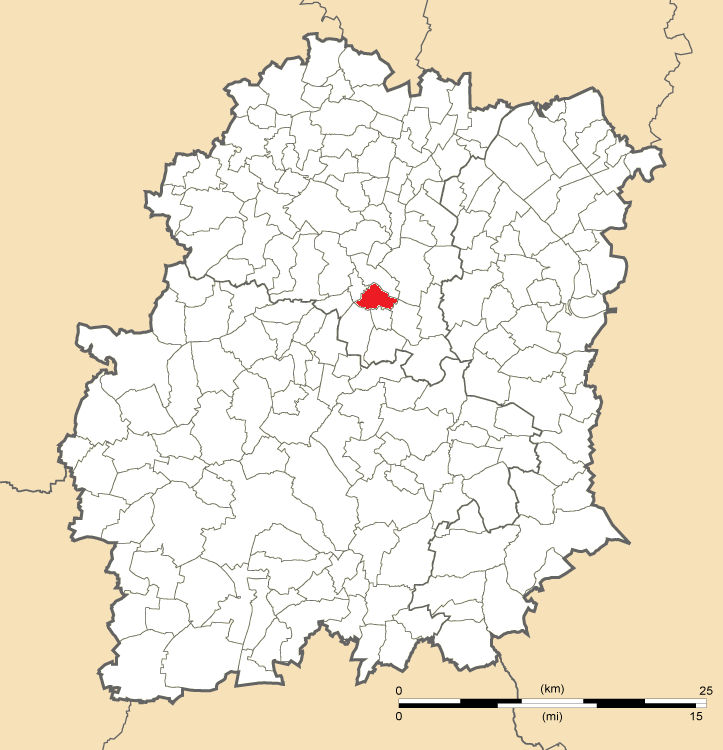
Position de La Norville en Essonne.

La majeure partie de la commune est située sur le plateau du Hurepoix. Le reste de la zone urbanisée est sur le versant sud de la vallée de l'Orge. Le territoire communal s'étend du cœur de l'Arpajonnais jusqu'à la voie ferrée Paris Orléans.
La Norville est située à trente-deux kilomètres au sud-ouest de Paris-Notre-Dame, point zéro des routes de France, quinze kilomètres au sud-ouest d'Évry, quinze kilomètres au sud de Palaiseau, un kilomètre au sud d'Arpajon, sept kilomètres au sud de Montlhéry, douze kilomètres au nord-ouest de La Ferté-Alais, seize kilomètres au sud-ouest de Corbeil-Essonnes, dix-huit kilomètres au nord-est d'Étampes, dix-neuf kilomètres au nord-est de Dourdan, vingt-cinq kilomètres au nord-ouest de Milly-la-Forêt. Elle est par ailleurs située à cent cinquante-quatre kilomètres au sud-est de Norville en Haute-Normandie.

### Climat
Pour des articles plus généraux, voir Climat de l'Île-de-France et Climat de l'Essonne.
En 2010, le climat de la commune est de type climat océanique dégradé des plaines du Centre et du Nord, selon une étude du CNRS s'appuyant sur une série de données couvrant la période 1971-2000. En 2020, Météo-France publie une typologie des climats de la France métropolitaine dans laquelle la commune est exposée à un climat océanique altéré et est dans la région climatique Sud-ouest du bassin Parisien, caractérisée par une faible pluviométrie, notamment au printemps (120 à 150 mm) et un hiver froid (3,5 °C). 
Pour la période 1971-2000, la température annuelle moyenne est de 11,3 °C, avec une amplitude thermique annuelle de 15,4 °C. Le cumul annuel moyen de précipitations est de 643 mm, avec 10,9 jours de précipitations en janvier et 7,7 jours en juillet. Pour la période 1991-2020, la température moyenne annuelle observée sur la station météorologique la plus proche, située sur la commune de Brétigny-sur-Orge à 4 km à vol d'oiseau, est de 11,9 °C et le cumul annuel moyen de précipitations est de 628,9 mm,. Pour l'avenir, les paramètres climatiques de la commune estimés pour 2050 selon différents scénarios d'émission de gaz à effet de serre sont consultables sur un site dédié publié par Météo-France en novembre 2022.
| Mois                                  | jan.           | fév.           | mars            | avril         | mai             | juin           | jui.           | août           | sep.           | oct.            | nov.            | déc.             | année      |
| ------------------------------------- | -------------- | -------------- | --------------- | ------------- | --------------- | -------------- | -------------- | -------------- | -------------- | --------------- | --------------- | ---------------- | ---------- |
| Température minimale moyenne (°C)     | 1,7            | 1,5            | 3,6             | 5,7           | 9,2             | 12,5           | 14,4           | 14,1           | 11             | 8,2             | 4,5             | 2,2              | 7,4        |
| Température moyenne (°C)              | 4,5            | 5              | 8,1             | 10,9          | 14,5            | 17,9           | 20,2           | 20             | 16,4           | 12,4            | 7,7             | 4,9              | 11,9       |
| Température maximale moyenne (°C)     | 7,2            | 8,5            | 12,6            | 16,2          | 19,8            | 23,4           | 26             | 25,9           | 21,8           | 16,6            | 10,9            | 7,6              | 16,4       |
| Record de froid (°C) date du record   | −20,6 08.01.10 | −17 23.02.1963 | −10,7 13.03.13  | −4,7 11.04.03 | −1,9 07.05.1957 | 1,4 05.06.1991 | 3,8 01.07.1960 | 3,7 28.08.1974 | 0,2 17.09.1971 | −4,5 29.10.1985 | −9,6 24.11.1998 | −16,4 29.12.1964 | −20,6 2010 |
| Record de chaleur (°C) date du record | 15,8 27.01.03  | 20,2 27.02.19  | 25,3 25.03.1955 | 29,4 20.04.18 | 32 28.05.17     | 37,3 18.06.22  | 42 25.07.19    | 39,7 06.08.03  | 35,4 08.09.23  | 30,3 01.10.1985 | 22,1 07.11.15   | 16,8 17.12.15    | 42 2019    |
| Précipitations (mm)                   | 48,2           | 44,9           | 45              | 44,6          | 61,4            | 55,6           | 53,1           | 57,7           | 48,6           | 52,6            | 54,5            | 62,7             | 628,9      |

### Voies de communication et transports

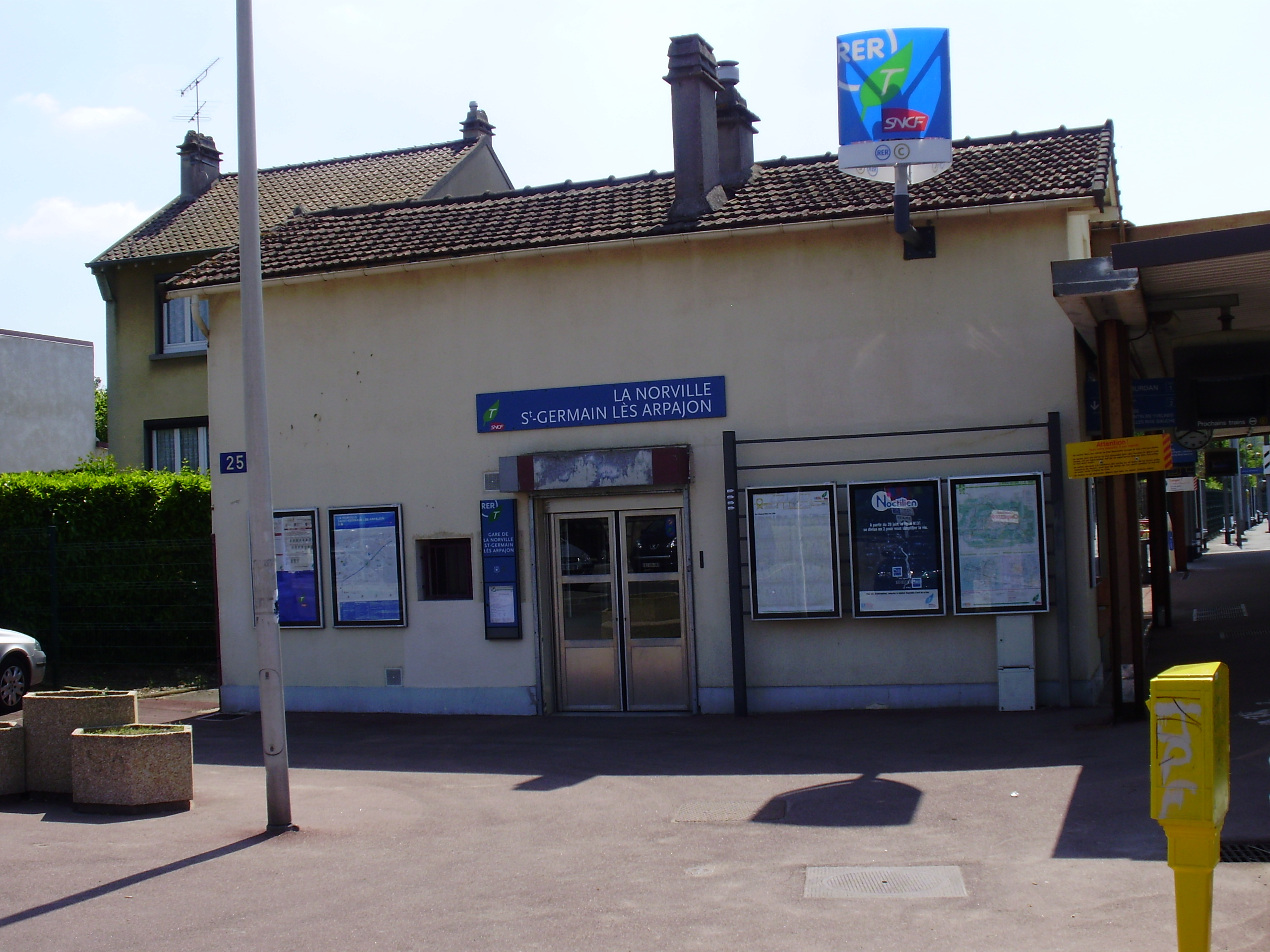
La gare de La Norville - Saint-Germain-lès-Arpajon.

La commune dispose sur son territoire de la gare de La Norville - Saint-Germain-lès-Arpajon située sur la ligne de Brétigny à La Membrolle-sur-Choisille, elle est aujourd’hui  desservie par la ligne C du RER d'Île-de-France sur la branche de Dourdan et est desservie par les lignes 681S, 685A, 685B et M20s du réseau de bus Cœur d'Essonne.

### Lieux-dits, écarts et quartiers
Dans son évolution, la commune, au XIXe et XXe siècles, s'est développée de façon linéaire sur deux quartiers, le Bout d'en Haut (rue Victor-Hugo) et le Bout d'en Bas (rue Pasteur). Fin des années 1950 et début des années 1960, la partie ouest de la commune s'est progressivement urbanisée. De 1983 à 1985, le nouveau quartier de la Croix Saint Claude a été construit et a apporté une nouvelle population. Ce quartier (type ZAC) a nécessité la construction de nouveaux équipements, dont le groupe scolaire de la Galanderie, tennis couvert, salle Louis-Namy (danse et arts martiaux).

## Urbanisme

### Typologie
Au 1er janvier 2024, La Norville est catégorisée grand centre urbain, selon la nouvelle grille communale de densité à sept niveaux définie par l'Insee en 2022.
Elle appartient à l'unité urbaine de Paris, une agglomération inter-départementale regroupant 407  communes, dont elle est une commune de la banlieue,,. Par ailleurs la commune fait partie de l'aire d'attraction de Paris, dont elle est une commune du pôle principal,. Cette aire regroupe 1 929 communes,.

## Toponymie
Le nom de la localité est attesté sous les formes latinisées Norvilla en 1175 et Lanorvilla en 1230, ainsi que sous la forme romane Lanorville (sans date).
En 1793, la commune fut créée sous le nom de Lanorville, l'orthographe actuelle fut introduite en 1801 dans le Bulletin des lois.

## Histoire

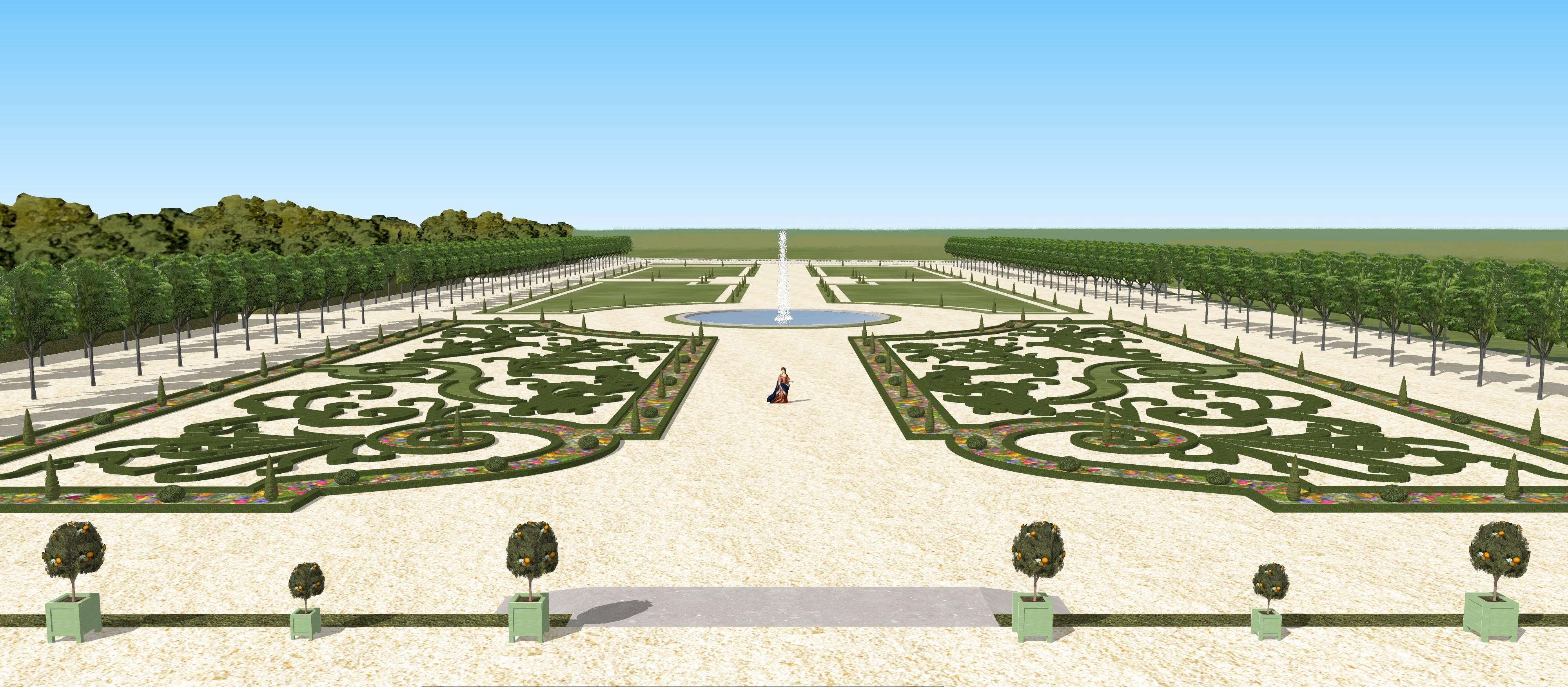
Restitution du parterre du château de La Norville (Essonne), début du XVIIIe siècle.

La Norville est une dépendance de la châtellenie de Montlhéry au XIIIe siècle puis une seigneurie des Graville au XVIe siècle. Renée Baillet, dame de Bonneuil et de Sceaux épouse de Jean de Thou, achète le fief des Carmeaux en 1583 ; des Noailles au XVIIIe siècle.
Pendant la Première Guerre mondiale, madame Fouret accueille un hôpital de 95 lits, l'Hôpital auxiliaire de la société de secours aux blessés militaires (HASSBM) n°10
.

### Les Hospitaliers
En 1175, Robert d'Arpenty donne des terres à la commanderie de La Norville du prieuré hospitalier de Saint-Jean de Latran des Hospitaliers de l'ordre de Saint-Jean de Jérusalem. Frère Gérard, gardien et économe de la commanderie, accepte la donation.

## Population et société

### Démographie

#### Évolution démographique
L'évolution du nombre d'habitants est connue à travers les recensements de la population effectués dans la commune depuis 1793. Pour les communes de moins de 10 000 habitants, une enquête de recensement portant sur toute la population est réalisée tous les cinq ans, les populations de référence des années intermédiaires étant quant à elles estimées par interpolation ou extrapolation. Pour la commune, le premier recensement exhaustif entrant dans le cadre du nouveau dispositif a été réalisé en 2006.

En 2022, la commune comptait 4 308 habitants, en évolution de +5,33 % par rapport à 2016 (Essonne : +2,89 %, France hors Mayotte : +2,11 %).
| 1793 | 1800 | 1806 | 1821 | 1831 | 1836 | 1841 | 1846 | 1851 |
| ---- | ---- | ---- | ---- | ---- | ---- | ---- | ---- | ---- |
| 400  | 434  | 396  | 420  | 439  | 435  | 428  | 437  | 441  |

| 1856 | 1861 | 1866 | 1872 | 1876 | 1881 | 1886 | 1891 | 1896 |
| ---- | ---- | ---- | ---- | ---- | ---- | ---- | ---- | ---- |
| 407  | 408  | 434  | 461  | 472  | 490  | 451  | 505  | 487  |

| 1901 | 1906 | 1911 | 1921 | 1926 | 1931 | 1936 | 1946 | 1954  |
| ---- | ---- | ---- | ---- | ---- | ---- | ---- | ---- | ----- |
| 487  | 470  | 498  | 531  | 705  | 866  | 972  | 987  | 1 160 |

| 1962  | 1968  | 1975  | 1982  | 1990  | 1999  | 2006  | 2011  | 2016  |
| ----- | ----- | ----- | ----- | ----- | ----- | ----- | ----- | ----- |
| 1 412 | 1 687 | 2 035 | 2 318 | 3 822 | 3 944 | 3 960 | 4 048 | 4 090 |

| 2021  | 2022  | - | - | - | - | - | - | - |
| ----- | ----- | - | - | - | - | - | - | - |
| 4 312 | 4 308 | - | - | - | - | - | - | - |

#### Pyramide des âges
En 2018, le taux de personnes d'un âge inférieur à 30 ans s'élève à 35,6 %, soit en dessous de la moyenne départementale (39,9 %). À l'inverse, le taux de personnes d'âge supérieur à 60 ans est de 23,3 % la même année, alors qu'il est de 20,1 % au niveau départemental.
En 2018, la commune comptait 2 117 hommes pour 2 196 femmes, soit un taux de 50,92 % de femmes, légèrement inférieur au taux départemental (51,02 %).
Les pyramides des âges de la commune et du département s'établissent comme suit.
| Hommes | Classe d’âge | Femmes |
| ------ | ------------ | ------ |
| 0,4    | 90 ou +      | 0,3    |
| 4,9    | 75-89 ans    | 6,6    |
| 17,3   | 60-74 ans    | 17,2   |
| 22,2   | 45-59 ans    | 22,6   |
| 18,1   | 30-44 ans    | 18,9   |
| 16,1   | 15-29 ans    | 15,4   |
| 21,0   | 0-14 ans     | 18,9   |

| Hommes | Classe d’âge | Femmes |
| ------ | ------------ | ------ |
| 0,5    | 90 ou +      | 1,4    |
| 5,4    | 75-89 ans    | 7,2    |
| 12,9   | 60-74 ans    | 13,9   |
| 20     | 45-59 ans    | 19,4   |
| 19,9   | 30-44 ans    | 20,1   |
| 20     | 15-29 ans    | 18,2   |
| 21,3   | 0-14 ans     | 19,8   |

## Politique et administration

### Politique locale
La commune de La Norville est rattachée au canton d'Arpajon, représenté par les conseillers départementaux Dominique Bougraud (UDI) et Alexandre Touzet (DVD), à l'arrondissement de Palaiseau et à la troisième circonscription de l'Essonne, représentée par la députée Laëtitia Romeiro Dias (LREM).
L'Insee attribue à la commune le code 91 3 01 457. La commune de La Norville est enregistrée au répertoire des entreprises sous le code SIREN 219 104 577. Son activité est enregistrée sous le code APE 8411Z.
Élection municipale, mandature 2020-2026, une seule liste : Avec vous pour un nouvel élan à La Norville, maire Fabienne Leguicher.
Mandature 2014-2020, Bien Vivre à La Norville, Maire Bernard Filleul.
Mandature 2008-2014, Bien Vivre à La Norville, Maire Bernard Filleul.
Mandature 1995-2001, Maire Bernard Filleul, une opposition menée par François Godmet.

### Tendances et résultats politiques
Élections présidentielles, résultats des deuxièmes tours :
- Élection présidentielle de 2002 : 87,87 % pour Jacques Chirac (RPR), 12,13 % pour Jean-Marie Le Pen (FN), 83,55 % de participation[41].
- Élection présidentielle de 2007 : 52,02 % pour Nicolas Sarkozy (UMP), 47,98 % pour Ségolène Royal (PS), 86,84 % de participation[42].
- Élection présidentielle de 2012 : 54,37 % pour François Hollande (PS), 45,63 % pour Nicolas Sarkozy (UMP), 85,24 % de participation[43].
- Élection présidentielle de 2017 : 71,50 % pour Emmanuel Macron (LREM), 28,50 % pour Marine Le Pen (FN), 75,84 % de participation.

Élections législatives, résultats des deuxièmes tours :
- Élections législatives de 2002 : 50,86 % pour Yves Tavernier (PS), 49,14 % pour Geneviève Colot (UMP), 68,27 % de participation[44].
- Élections législatives de 2007 : 51,80 % pour Geneviève Colot (UMP), 48,20 % pour Brigitte Zins (PS), 61,51 % de participation[45].
- Élections législatives de 2012 : 57,04 % pour Michel Pouzol (PS), 42,96 % pour Geneviève Colot (UMP), 60,57 % de participation[46].
- Élections législatives de 2017 : 60,66 % pour Laëtitia Romeiro Dias (LREM), 39,34 % pour Virginie Araujo (LFI), 45,01 % de participation.

Élections européennes, résultats des deux meilleurs scores :
- Élections européennes de 2004 : 29,14 % pour Harlem Désir (PS), 16,03 % pour Patrick Gaubert (UMP), 48,12 % de participation[47].
- Élections européennes de 2009 : 26,63 % pour Michel Barnier (UMP), 16,82 % pour Harlem Désir (PS), 47,32 % de participation[48].
- Élections européennes de 2014 : 20,83 % pour Aymeric Chauprade (FN), 16,27 % pour Alain Lamassoure (UMP), 48,00 % de participation.
- Élections européennes de 2019 : 23,51 % pour Nathalie Loiseau (LREM), 18,11 % pour Jordan Bardella (RN), 54,82 % de participation.

Élections régionales, résultats des deux meilleurs scores :
- Élections régionales de 2004 : 55,50 % pour Jean-Paul Huchon (PS), 35,25 % pour Jean-François Copé (UMP), 70,64 % de participation[49].
- Élections régionales de 2010 : 61,96 % pour Jean-Paul Huchon (PS), 38,04 % pour Valérie Pécresse (UMP), 53,53 % de participation[50].
- Élections régionales de 2015 : 44,46 % pour Claude Bartolone (PS), 37,33 % pour Valérie Pécresse (LR), 57,93 % de participation.

Élections cantonales et départementales, résultats des deuxièmes tours :
- Élections cantonales de 2004 : 55,80 % pour Monique Goguelat (PS), 44,20 % pour Philippe Le Fol (DVD), 70,57 % de participation[51].
- Élections cantonales de 2011 : 70,54 % pour Pascal Fournier (PS), 29,46 % pour Bernard Despalins (FN), 49,49 % de participation[52].
- Élections départementales de 2015 : 45,87 % pour Pascal Fournier et Nicole Perrier (PS), 35,52 % pour Dominique Bougraud (UDI) et Alexandre Touzet (UMP), 50,83 % de participation.

Élections municipales, résultats des deuxièmes tours :
- Élections municipales de 2001 : données manquantes.
- Élections municipales de 2008 : 69,39 % pour Bernard Filleul (PS) élu au premier tour, 30,61 % pour Jean-Paul Lebrec (DVD), 66,67 % de participation[53].
- Élections municipales de 2014 : 100,00 % pour Bernard Filleul (PS) élu au premier tour, 49,68 % de participation.
- Élections municipales de 2020 : 100,00 % pour Fabienne Leguicher (DVG) élue au premier tour, 26,91 % de participation.

Référendums :
- Référendum de 2000 relatif au quinquennat présidentiel : 76,24 % pour le Oui, 23,76 % pour le Non, 34,27 % de participation[54].
- Référendum de 2005 relatif au traité établissant une Constitution pour l'Europe : 50,78 % pour le Non, 49,22 % pour le Oui, 76,39 % de participation[55].

### Enseignement
Les élèves de La Norville sont rattachés à l'académie de Versailles. La commune dispose sur son territoire de l'école maternelle de La Galanderie et de l'école élémentaire Louis-Pasteur. Elle dispose des collèges Jean-Moulin qui accueille les élèves d'Arpajon et d'Égly et du collège Albert-Camus qui accueille les élèves de La Norville, Boissy-sous-Saint-Yon, Avrainville et. La commune, en accord avec le centre de phoniatrie, a choisi d'intégrer des enfants sourds dans ses écoles maternelle et élémentaire.[réf. nécessaire]

### Jumelages
La commune de La Norville n'a développé aucune association de jumelage.

## Vie quotidienne à La Norville

### Culture
La commune de la Norville a contractualisé une charte de développement culturel avec la DRAC et le conseil général de l'Essonne. Elle possède une programmation officielle et accueille des troupes professionnelles. Son service culturel a créé le festival « De Jour, De Nuit », festival élargi à plusieurs communes de la communauté de communes de l'Arpajonnais. Au cœur de la commune, le centre culturel Le Marque-Page propose une médiathèque.

### Sports
La commune dispose de divers équipements sportifs, propres (salle Louis-Namy pour la danse et les arts martiaux, un gymnase, six courts de tennis dont un couvert) et intercommunaux (piscine, stade Louis-Babin, complexe sportif Lucien-Allais).

### Lieux de cultes
La paroisse catholique de La Norville est rattachée au secteur pastoral des Trois-Vallées-Arpajon et au diocèse d'Évry-Corbeil-Essonnes. Elle dispose de l'église Saint-Denis.

### Médias
L'hebdomadaire Le Républicain relate les informations locales. La commune est en outre dans le bassin d'émission des chaînes de télévision France 3 Paris Île-de-France Centre, IDF1 et Téléssonne intégré à Télif.
Au cours des années 1960-1980 s'est tenue annuellement, au mois de juin, au Parc de La Norville, la fête départementale des communistes de l'Essonne, sous le patronage de l'hebdomadaire La Marseillaise de l'Essonne,. Cette fête a fait connaître le nom de la commune bien au-delà du cercle de ses habitants.

## Économie
La Norville dispose sur son territoire de deux zones d'activités, la zone de la Mare Jacob à l'entrée de la commune et la zone des Loges à proximité de la voie ferrée Paris Orléans.

### Emplois, revenus et niveau de vie
En 2006, le revenu fiscal médian par ménage était de 24 152 €, ce qui plaçait la commune au 588e rang parmi les 30 687 communes de plus de cinquante ménages que compte le pays et au cinquante-sixième rang départemental.
| Répartition des emplois par catégories socioprofessionnelles en 2006. |              |                                           |                                                   |                            |                          |                           |
|                                                                       | Agriculteurs | Artisans, commerçants, chefs d’entreprise | Cadres et professions intellectuelles supérieures | Professions intermédiaires | Employés                 | Ouvriers                  |
| La Norville                                                           | 0,0 %        | 8,2 %                                     | 17,7 %                                            | 31,4 %                     | 23,3 %                   | 19,4 %                    |
| Zone d'emploi de Dourdan                                              | 0,7 %        | 6,0 %                                     | 18,9 %                                            | 28,5 %                     | 26,3 %                   | 19,6 %                    |
| Moyenne nationale                                                     | 2,2 %        | 6,0 %                                     | 15,4 %                                            | 24,6 %                     | 28,7 %                   | 23,2 %                    |
| Répartition des emplois par secteurs d’activités en 2006.             |              |                                           |                                                   |                            |                          |                           |
|                                                                       | Agriculture  | Industrie                                 | Construction                                      | Commerce                   | Services aux entreprises | Services aux particuliers |
| La Norville                                                           | 0,0 %        | 10,5 %                                    | 5,5 %                                             | 10,2 %                     | 10,3 %                   | 11,4 %                    |
| Zone d'emploi de Dourdan                                              | 1,7 %        | 10,4 %                                    | 7,5 %                                             | 11,8 %                     | 21,6 %                   | 6,9 %                     |
| Moyenne nationale                                                     | 3,5 %        | 15,2 %                                    | 6,4 %                                             | 13,3 %                     | 13,3 %                   | 7,6 %                     |
| Sources : Insee,                                                      |              |                                           |                                                   |                            |                          |                           |

## Culture locale et patrimoine

### Patrimoine environnemental
Le bois communal au nord du bourg a été recensé au titre des espaces naturels sensibles par le conseil général de l'Essonne.

### Patrimoine architectural
- L'église Saint-Denis, des XIIIe et XVe siècles, a été inscrite aux monuments historiques le 1er octobre 1952[66],[67].
- Le château de la Norville, datant du XVIIe siècle, abrite aujourd'hui un centre médical de phoniatrie et rééducation auditive.
- La mairie actuelle est implantée dans la maison du procureur au bailliage construite au XVIIe siècle. L'ancienne mairie-école, construite en 1843, a perdu sa fonction en 1983.
- Plusieurs lavoirs existaient autrefois dans le village. Seul subsiste, aujourd'hui, celui de la rue Pasteur[68].

### Héraldique et logotype

Logo.

| Blason de La Norville | Blason  | D'azur à la barre d'argent chargé de l'inscription La Norville en lettres capitales de sable, accompagnée en chef d'une bogue de châtaigne et en pointe d'un châtaignier, le tout au naturel. |
| Blason de La Norville | Détails | La commune s'est en outre dotée d'un logotype. |